# Ernst Bickel
Ernst Johann Friedrich Bickel (Wiesbaden, 26 novembre 1876 – Bonn, 10 aprile 1961) è stato un filologo classico tedesco.

## Biografia
Studiò filologia presso le Università di Strasburgo e Bonn, diventando docente di filologia classica a Bonn nel 1906. Poco dopo, si trasferì a Greifswald come professore associato. Dal 1909 al 1921 fu professore associato presso l'Università di Kiel e, successivamente, professore ordinario all'Università di Königsberg (1921–28). Dal 1928 al 1948 insegnò filologia classica e letteratura romana all'Università di Bonn.
Nel 1935 succedette a Friedrich Marx come direttore della rivista Rheinisches Museum für Philologie.

## Opere principali
- De Ioannis Stobaei excerptis Platonicis De Phaedone (1902).
- Diatribe in Senecae Philosophi fragmenta (1915).
- Der altrömische Gottesbegriff (1921).
- Homerischer Seelenglaube: Geschichtliche Grundzüge menschlicher Seelenvorstellungen (1926).
- Lehrbuch der Geschichte der Römischen Literatur (1937).
- Friedrich Ritschl und der Humanismus in Bonn (1946).
- Themistokles (1947).
- Homer, die Lösung der homerischen Frage (1948).
- Arminiusbiographie und Sagen-Sigfrid (1949).[1][3]